# Lynchia latifacies
Lynchia latifacies är en tvåvingeart som beskrevs av Joseph Charles Bequaert 1955. Lynchia latifacies ingår i släktet Lynchia och familjen lusflugor. Inga underarter finns listade i Catalogue of Life.